# Quyền LGBT ở Somaliland
Quyền đồng tính nữ, đồng tính nam, song tính và chuyển giới ở Somaliland phải đối mặt với những thách thức pháp lý mà những người không phải LGBT không gặp phải.

## Bảng tóm tắt
| Hoạt động tình dục đồng giới hợp pháp                                                                                       | Bị trừng phạt đến chết |
| Độ tuổi đồng ý | No                     |
| Luật chống phân biệt đối xử trong việc làm                                                                                  | No                     |
| Luật chống phân biệt đối xử trong việc cung cấp hàng hóa và dịch vụ                                                         | No                     |
| Luật chống phân biệt đối xử trong tất cả các lĩnh vực khác (bao gồm phân biệt đối xử gián tiếp, ngôn từ kích động thù địch) | No                     |
| Hôn nhân đồng giới | No                     |
| Công nhận các cặp đồng giới                                                                                                 | No                     |
| Con nuôi của các cặp vợ chồng đồng giới                                                                                     | No                     |
| Con nuôi chung của các cặp đồng giới                                                                                        | No                     |
| Người đồng tính nam và đồng tính nữ được phép phục vụ công khai trong quân đội                                              | No                     |
| Quyền thay đổi giới tính hợp pháp                                                                                           | No                     |
| Truy cập IVF cho đồng tính nữ                                                                                               | No                     |
| Mang thai hộ thương mại cho các cặp đồng tính nam                                                                           | No                     |
| NQHN được phép hiến máu | No                     |